# 薩馬爾斯凱 (瓦西里基夫卡市鎮)
48°8′52″N 35°51′54″E / 48.14778°N 35.86500°E
薩馬爾斯凯（烏克蘭語：Самарське），是烏克蘭中部第聶伯羅彼得羅夫斯克州錫內利尼科韋區瓦西里基夫卡市镇的村落。分別距離希羅凱1公里和蒂亥1.5公里，2001年人口38。